# Скарбек, Фредерик Флориан
Фредерик Флориан Скарбек (пол. Fryderyk Florian Skarbek; 1792—1866) — граф, польский писатель и общественный деятель.

## Биография
Окончил Варшавский лицей.
Стал профессором политической экономии в Варшавском университете и написал целую серию политико-экономических исследований: «Elementarne zasady gospodarstwa narodowego» (Варш., 1820), «Nauka administracyi» (Варш., 1821), «Rys nauki finansow» (Варш., 1824), «Dykcyonarz ekonomii politycznej» (1828) и «Théorie des richesses sociales» (Пар., 1830; польск. перев. под загл. «Ogòlne zasady nauki gospodarstwa narodowego», Варш., 1859).
Написал также повесть «Pan Starosta» и комедию «Zofija Prybylanka», пользовавшиеся в своё время широкой известностью. Для театра написал 25 пьес; из них впоследствии изданы были только 13, под заглавием «Teatr Fryd. S.» (Варш., 1847). В 1828 г. был командирован за границу для изучения тюремного и больничного дела в Западной Европе и по возвращении занимался преобразованием тюрем, вводил систему одиночного заключения, учредил в Варшаве убежище для нищих и оставленных без призора детей и пр.
Прочие произведения: «Zycie i przypadki Faustina na Dodoszach Dodosińskiego», «Pamiętniki Seglasa», «Pan Antoni», «Podroz bez celu», «Tarlo», «Damijan Ruszczyc», «Olim» (Б., 1866), «Gospodarstwo stosowane» (1860), «Dziejie księstwa warszawskiego» (Позн., 1860), «Essai de la morale civique» (Брюсс., 1860). Некоторые произведения Скарбека переведены на французский и немецкий языки.